# Equipo de Fed Cup de Bélgica
El equipo Belga de Fed Cup es el representativo de Bélgica en la máxima competición internacional a nivel de naciones del tenis femenino, y es administrado por la Belgian Tennis Federation.

## Historia
La mejor actuación de Fed Cup: Campeonas en el 2001. Bélgica alcanzó la final de Fed Cup por segunda vez en 2006 pero perdió contra Italia 3-2 en 2006.